# Entosthodon riparius
Entosthodon riparius là một loài Rêu trong họ Funariaceae. Loài này được (Lindb.) Paris mô tả khoa học đầu tiên năm 1904.